# NGC 454
NGC 454 est une paire de galaxies en interaction gravitationnelle située dans la constellation du Phénix. Sa vitesse par rapport au fond diffus cosmologique est de 3 502 ± 45 km/s, ce qui correspond à une distance de Hubble de 51,7 ± 3,7 Mpc (∼169 millions d'al). NGC 454 a été découverte par l'astronome britannique John Herschel en 1834.

## Caractéristiques
Sa vitesse par rapport au fond diffus cosmologique est de 3 502 ± 45 km/s, ce qui correspond à une distance de Hubble de 51,7 ± 3,7 Mpc (∼169 millions d'al).

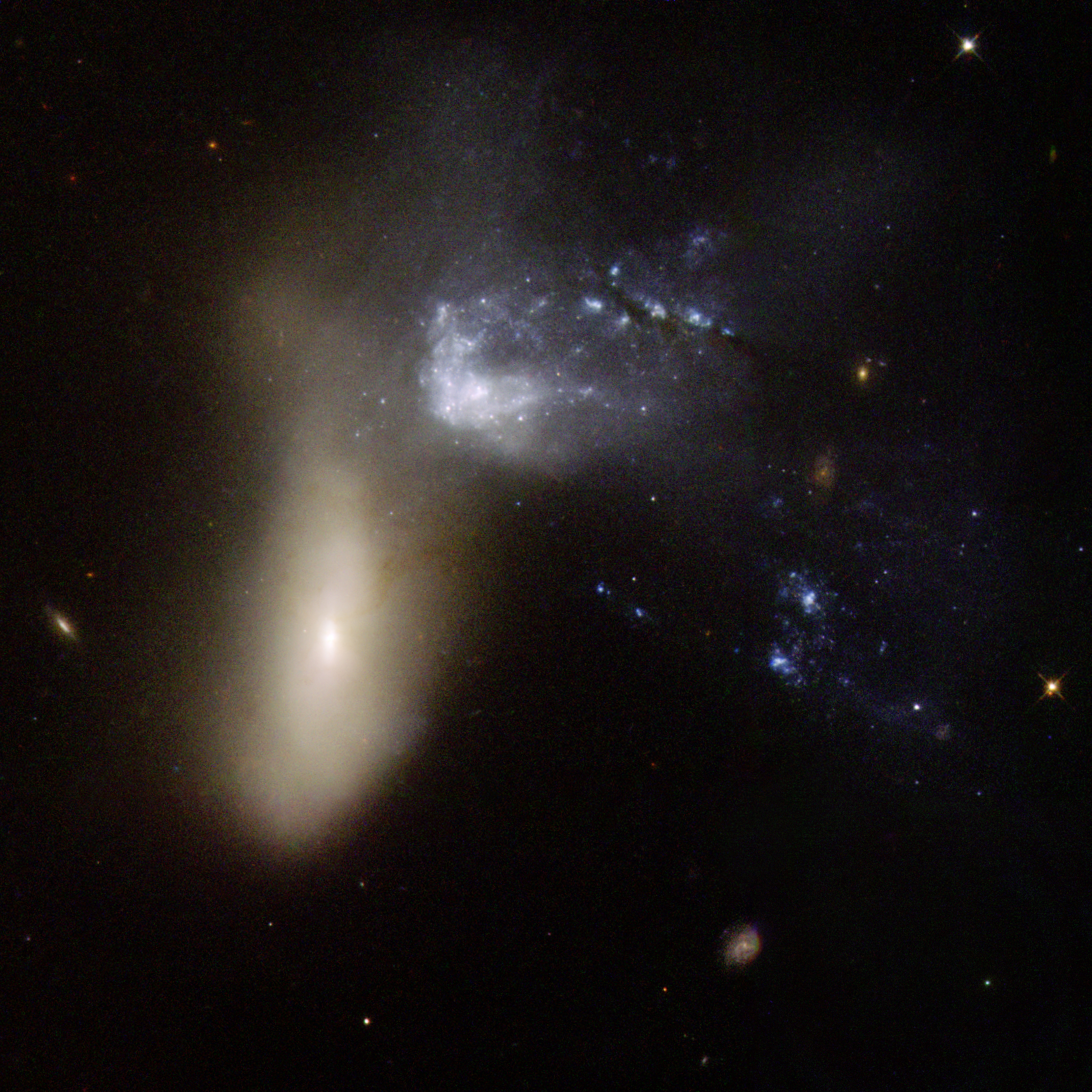
NGC 454 par le télescope spatial Hubble. Le nord est à gauche de cette image. PGC 4468 est la plus grosse galaxie à gauche.

NGC 454 est constituée de PGC 4461 et de PGC 4468. 
PGC 4461 est une galaxie irrégulière de type (Irr pec?) et de magnitude apparente visuel égale à 12,2. PGC 4468 est une galaxie lenticulaire de type (S0 pec?) et de magnitude apparente visuel égale à 13,7. 

## Paire de galaxies
NGC 454 et ESO 151-0361 (PGC 4461)  forment une paire de galaxies. La distance de Hubble de PGC 4461 est de 51,37 ± 3,60 (∼), ce qui est semblable à celle de NGC 454 confirmant ainsi qu'il s'agit d'une paire réelle de galaxies.